# Kleurentelevisie

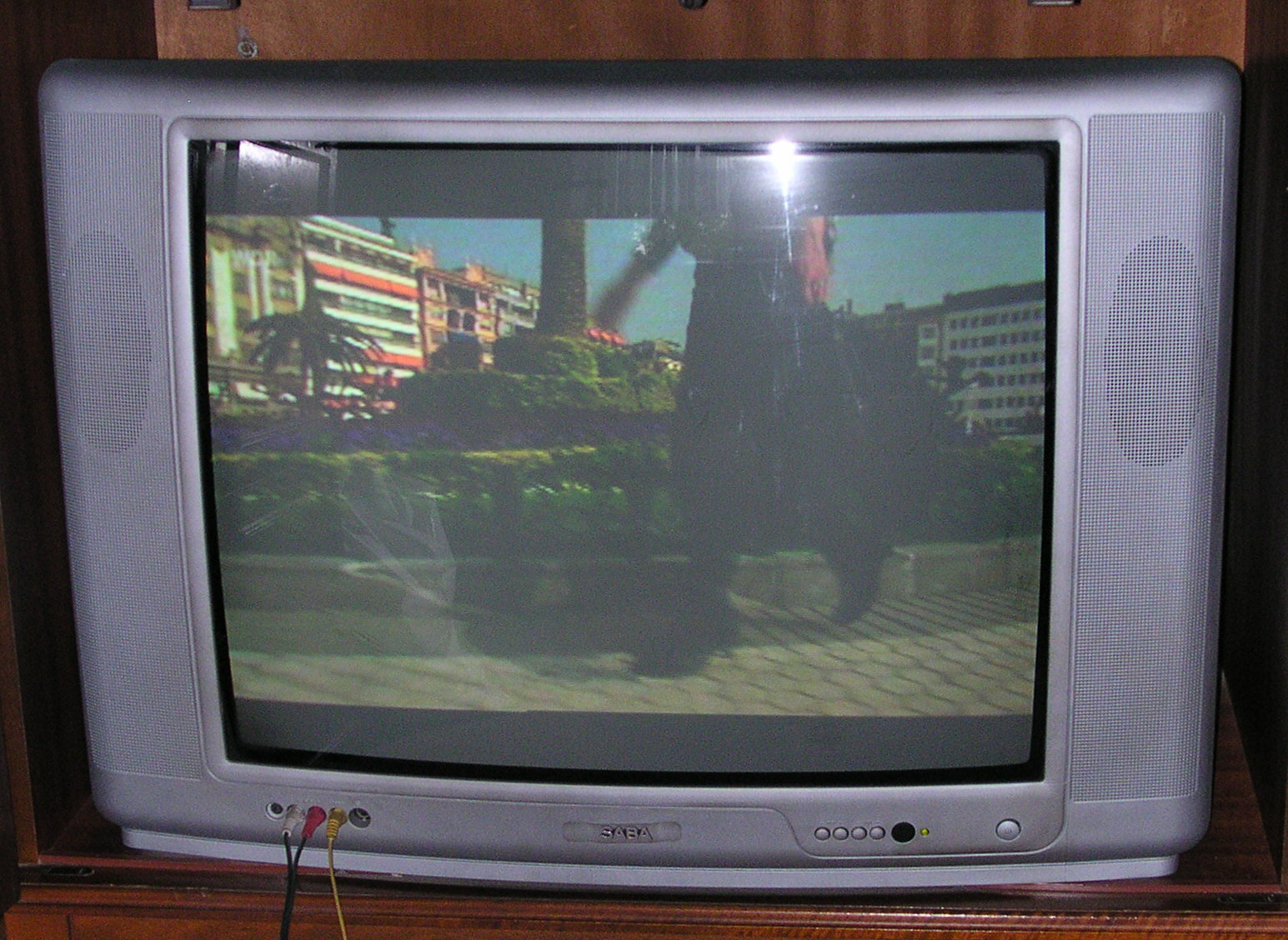
Toestel van SABA, 2004

De kleurentelevisie is een uitvinding die in Japan en Verenigde Staten verscheen op 23 september 1965 en daarna ingang kreeg in andere landen. In Nederland werd kleuren-tv op 21 september 1967 geïntroduceerd en in België op 1 januari 1971. De Nederlandse Antillen kregen kleurentelevisie in 1973, Suriname volgde in 1977. In de jaren 70 van de 20e eeuw werd kleurentelevisie voor een groot publiek betaalbaar en verdrong de kleurentelevisie gaandeweg het zwart-wit-televisietoestel.
Een Armeense uitvinder, Hovhannes Adamyan, experimenteerde al in 1907 met kleurentelevisie. Het eerste kleurentelevisie project wordt door hem geclaimd en werd gepatenteerd in Duitsland op 31 maart 1908 onder patentnummer 197183, en vervolgens in Verenigd Koninkrijk op 1 april 1908, patentnummer 7219, in Frankrijk (patentnummer 390326) en in Rusland in 1910 (patentnummer 17912).
Tien jaar na de invoering was volgens het CBS 52% van de Nederlandse huishoudens in het bezit van een kleurentoestel. In 1978 was al 61% van de huishoudens in bezit van een kleuren-tv. In 1977 werd als laatste de NOS-studio in Den Haag geschikt gemaakt voor uitzendingen in kleur.
De televisieverslaggever gaf ten behoeve van zwart-witkijkers bij een voetbalwedstrijd nog tot ongeveer begin jaren tachtig door welke voetbalteams in lichte en welke in donkere shirts speelden. Ook zag de kijker om dezelfde reden een tekst in beeld waarbij vermeld werd welk team 'van links naar rechts' speelde.
De kleursystemen zijn volledig compatibel met zwart-wit. Een kleurenuitzending is ook te ontvangen met een zwart-wittelevisie, uiteraard zonder kleur, maar zonder technische aanpassingen. Ook het omgekeerde is het geval.
In Europa wordt een systeem gebruikt met de naam PAL, terwijl in Amerika een ouder systeem, NTSC, wordt gebruikt. Frankrijk heeft nog een ander systeem ontwikkeld genaamd SECAM, dat onder andere door Oost-Europese landen wordt gebruikt. De verschillen in deze drie systemen bestaan voornamelijk uit hoe het probleem van het verlopen van het kleurenspectrum door kleine faseverschillen in het ontvangstsignaal worden opgelost. Deze faseverschillen zijn vaak het onvermijdelijke gevolg van imperfecties in het ontvangen antennesignaal doordat de elektromagnetische golven van het televisiesignaal vaak door gebouwen en andere obstakels weerkaatst worden. Hierdoor ontstaan er in het kleurenbeeld, als daar geen maatregelen tegen genomen worden, kleurfouten en kan het bijvoorbeeld voorkomen dat het roze van een gezicht een groenige tint krijgt.
In Zuid Amerika, kregen Chili en Argentinie voor het eerst kleurentelevisie in 1954, dankzij de Koninklijke Philips.
PAL en SECAM hebben elk een oplossing voor dit probleem. Bij NTSC moeten kleurfouten soms met de hand gecorrigeerd worden. NTSC wordt daarom wel als inferieur beschouwd, en gekscherend 'Never The Same Color' genoemd. Maar NTSC is wel degelijk een technisch hoogstandje. Het NTSC-systeem is echter veel eerder ontwikkeld, terwijl de Europeanen hebben gewacht tot de techniek wat verder gevorderd was en gebruik konden maken van de ervaringen van het Amerikaanse systeem.
De  beeldbuis van een kleurentelevisie is aanmerkelijk anders dan die van een zwart-wit-toestel, net als de opnameapparatuur. Intern is alles driemaal uitgevoerd: 1 maal voor rood, 1 maal voor blauw en 1 maal voor groen. Met die drie kleuren kunnen voor het menselijk oog alle zichtbare kleuren worden gemengd, volgens het RGB-systeem.